# Памятник «В честь строителей, погибших в 1941—1945 годах»
Памятник «В честь строителей, погибших в 1941—1945 годах» — памятник в Октябрьском округе города Мурманска на улице Профсоюзов.
Открытие памятника в честь военных строителей состоялось во время празднования 30-летия разгрома фашистских войск в Заполярье — в октябре 1974 года. Авторами монумента являются архитектор Ф. С. Таксис и скульптор Г. А. Глухих.
Представляет собой долговременную огневую точку, облицованную тёмно-красным гранитом. Изображение ДОТа символично, ведь именно эти сооружения, зачастую под вражеским обстрелом, возводили военные строители.
Местом для памятника стала точка, где, по воспоминаниям ветеранов, в 1941 году формировались отряды добровольцев, на которых легла вся ответственность за восстановление города. На памятнике слева располагается барельеф, изображающий двух воинов, а справа высечена надпись: «Памяти воинов-строителей Мурманска посвящается». Расположенные в верхней части монумента три штыка символизируют несгибаемую стойкость и волю к победе.

## Галерея

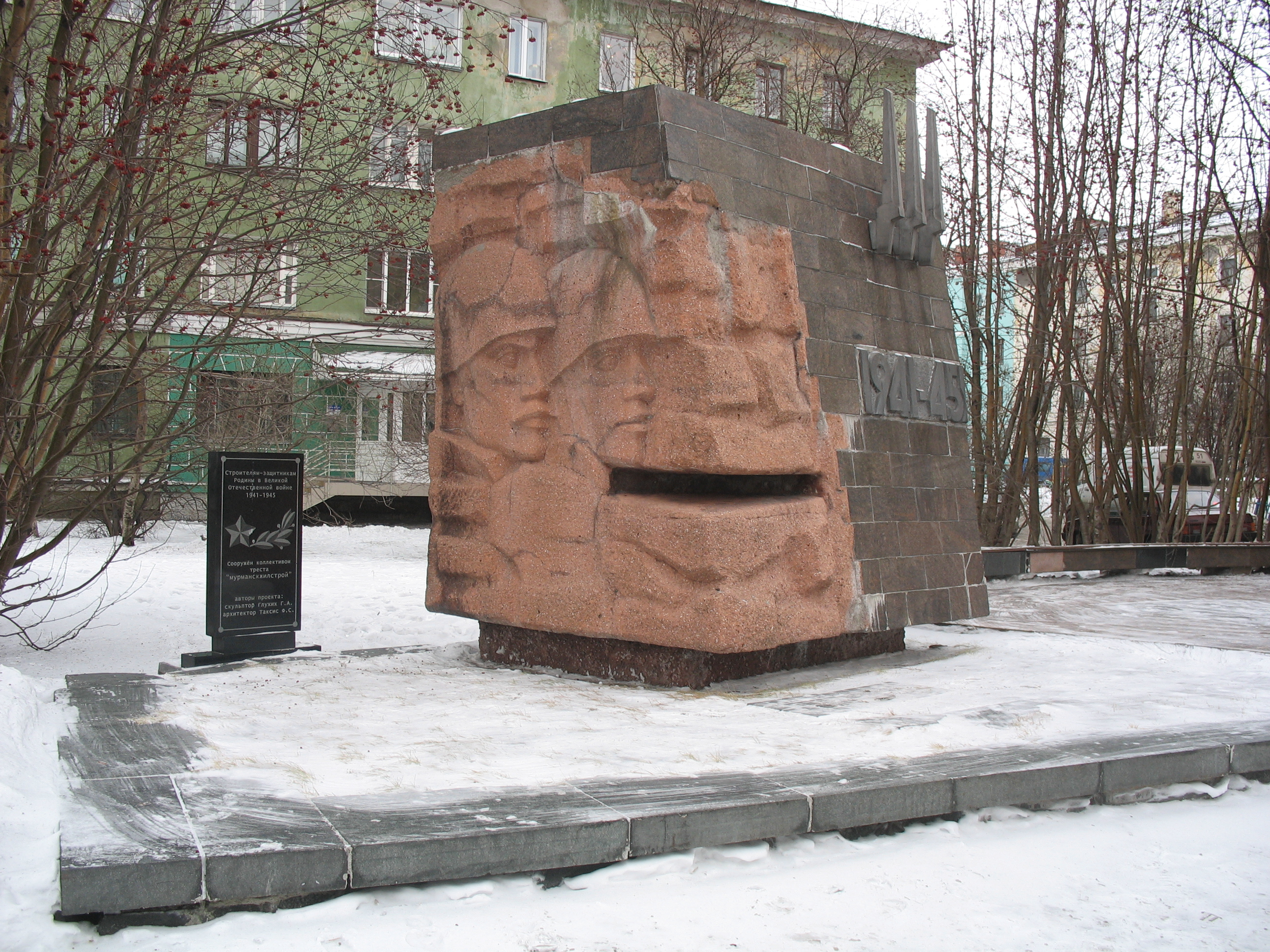
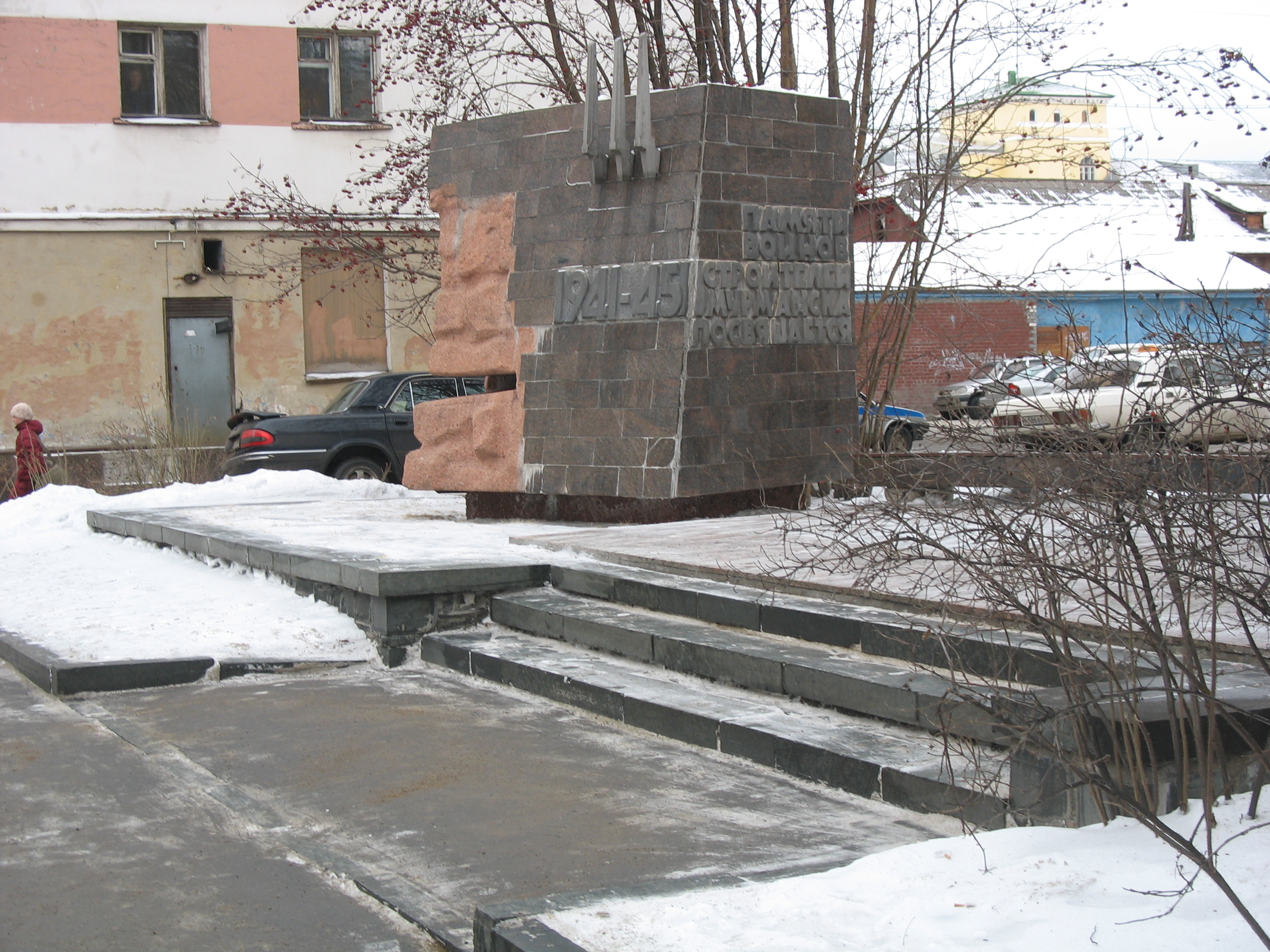
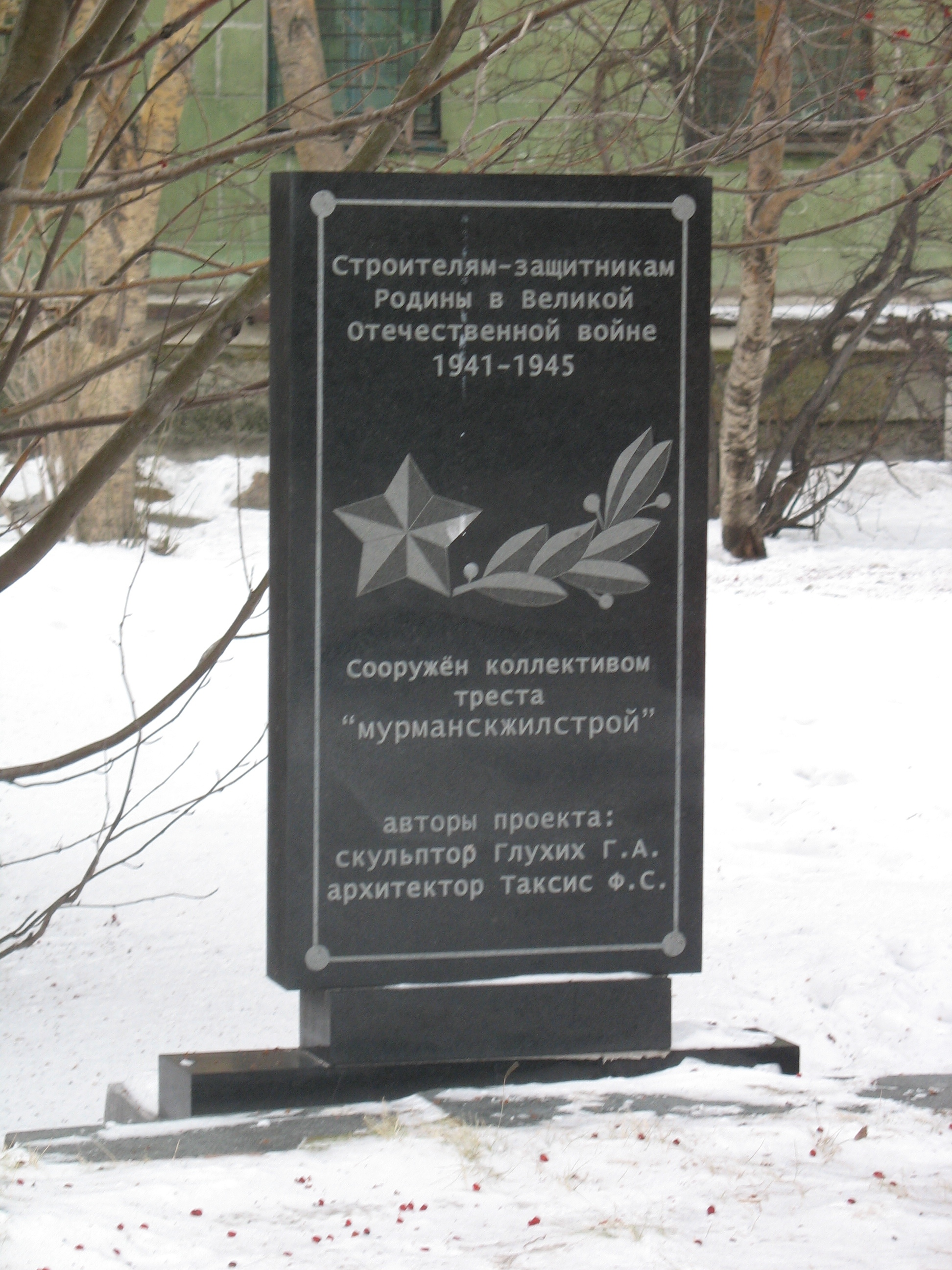